# Johnny Ahlkvist
Johnny Sander Ahlkvist, född 14 september 1920 i Helsingborg, död 6 januari 1998 i Domsten, var en svensk tecknare.
Ahlkvist studerade vid Skånska målarskolan samt vid olika konstskolor i Oslo och Köpenhamn. Hans konst består av porträtt i blyerts samt figurkompositioner och landskapsmålningar. Ahlkvist är gravsatt vid Helsingborgs krematorium.